# Piste Natchez
 (août 2011).
Si vous disposez d'ouvrages ou d'articles de référence ou si vous connaissez des sites web de qualité traitant du thème abordé ici, merci de compléter l'article en donnant les références utiles à sa vérifiabilité et en les liant à la section « Notes et références ».
La piste Natchez (Natchez Trace) était une piste historique de 708 km de long (440 miles) entre Natchez dans le Mississippi et Nashville dans le Tennessee reliant les rivières Cumberland, Tennessee et le fleuve Mississippi. Elle a été intensément utilisée par les peuples natifs d'Amérique et les explorateurs européens comme route de transit à la fin du XVIIe siècle et au début du XVIIIe. De nos jours, la piste est commémorée avec la Natchez Trace Parkway longue de 277 km qui suit approximativement son tracé. Certaines portions de la piste sont encore accessibles.

## Origines
Suivant principalement un escarpement géologique, les animaux préhistoriques suivaient le sol sec entre les zones salées du Tennessee central vers des pâturages au sud du fleuve Mississippi.
Bien après l'arrivée des Amérindiens, les nécessités de la chasse au bison, au cerf ou à d'autres espèces de gibier impliquaient des déplacements de plus en plus loin jusqu'à ce que le chemin soit (relativement pour cette époque) bien tracé et accessible à des cavaliers en file indienne. L'explorateur espagnol Hernando de Soto a probablement parcouru cette piste.
Le premier homme d'origine européenne à avoir relaté en 1742 son parcours sur la piste Natchez et ses « misérables conditions » est un explorateur français inconnu, parcourant le territoire de la Nouvelle-France, notamment la Louisiane française. Pour les Européens, peu habitués aux rigueurs de l'itinérance (?), l'aide d'Amérindiens comme les Cherokees, les Choctaws et les Chicachas était vitale. 
En 1792, un trappeur et explorateur canadien-français, Louis LeFleur, établit un poste de traite et de commerce sur la piste Natchez sur un promontoire dominant la rivière aux Perles. Un village prit naissance autour de ce poste de commerce.
Après la vente de la Louisiane par Napoléon Ier aux Américains, ce poste LeFleur fut dénommé LeFleur's Bluff et fut choisi comme lieu pour implanter la future capitale de l'État du Mississippi, Jackson.

## Développement et disparition de la piste Natchez
Ce n'est qu'à partir de 1801, quand les forces armées des États-Unis commencèrent à utiliser la piste comme itinéraire postal, que des travaux ont permis le transit des voyageurs. Des traités ont été signés avec les nations Chicacha et Choctaw et les travaux ont commencé, réalisés par des soldats venus du Tennessee occidental puis par des civils sous contrat. En 1809, la piste était entièrement praticable en charriot attelé. Essentielle au succès de la piste comme itinéraire commercial était aussi la création d'auberges et de comptoirs commerciaux alors dénommés Stands. Pour la plupart, ceux-ci se sont développés à partir du sud à Nashville. Beaucoup de premières colonies du Mississippi et du Tennessee se sont développées le long de la piste Natchez. Les plus importantes étaient Washington, l'ancienne capitale du Mississippi, Greenville, où Andrew Jackson a développé son commerce d'esclaves et Port Gibson.  
Vers 1816, le développement continu de Memphis et de la route militaire de Jackson, une ligne directe depuis Nashville vers La Nouvelle-Orléans en Louisiane ont permis de déployer le commerce simultanément vers l'est et vers l'ouest. La piste connut alors un déclin régulier et comme l'auteur William C. Davis l'a écrit dans son livre Un passage à travers le désert (A Way Through the Wilderness) « la piste Natchez a été victime de son propre succès ». Elle a mis en évidence les avantages du commerce avec le delta du Mississippi mais en raison de la facilité améliorée du commerce par voie fluviale, en particulier au moyen de la roue à aubes du bateau à vapeur, la piste a perdu de son utilité. En 1830, elle a été abandonnée comme route officielle et a commencé à retourner au désert dont elle était issue. 
En dépit de sa brève durée de vie, la piste Natchez a rempli une fonction essentielle. C'était le seul lien rapide et fiable pour acheminer les marchandises du nord vers les ports marchands de la Louisiane. Elle a drainé des gens d'origines très diverses comme des prédicateurs itinérants ou des commerçants ambulants. Plusieurs prédicateurs méthodistes se sont déployés le long de la piste dès 1800. En 1812, ils revendiquaient la conversion de 1 067 Européens et de 267 Afro-Américains.
Des bandits de grand chemin, comme John Murrell et Samuel Mason, ont terrorisé les voyageurs le long de la piste et ont organisé des bandes qui sont les premiers exemples de crime organisé aux États-Unis.

## Le mystère de Meriwether Lewis
Meriwether Lewis, organisateur de l'expédition Lewis et Clark, et nommé gouverneur du Territoire de la Louisiane (en mars 1807), est mort de façon mystérieuse sur la piste Natchez le 11 octobre 1809. En route pour Washington, il s'était arrêté au Grinder's Stand près de la ville actuelle de Hohenwald dans le Tennessee pour se restaurer. Très déprimé par l'état de ses finances (il était très endetté), et par son échec matrimonial, il se soûla comme il l'avait déjà fait à plusieurs reprises lors de son voyage, puis il demanda à la tenancière de la poudre à fusil, qu'elle lui donna, intimidée par son comportement. Quelques heures plus tard, deux coups de feu retentirent dans la nuit : Lewis s'était apparemment tiré un coup dans la tête et l'autre dans la poitrine. Il survécut jusqu'au matin.
Pendant longtemps on a pensé à un suicide. Mais peu à peu des détails ont émergé qui ont soulevé d'autres hypothèses : un de ses rivaux, particulièrement Robert Grinder, propriétaire de l'auberge l'avait il tué puis volé ? Ou s'agissait-il d'un assassinat politique contre le gouverneur du territoire de la Louisiane qu'était alors Lewis ?
En 1996, James E. Starr, professeur à l'université George-Washington, a essayé d'obtenir des 160 descendants de Lewis une autorisation d'exhumation. Le National Park Service, dont dépend le site de la tombe à Hohenwald, a refusé la permission.